# Marcel Goulette
Marcel François Goulette foi um engenheiro, poilu e aviador francês (Charmes, 7 de dezembro de 1893 - Veroli, 25 de maio de 1932)  Detentor de vários recordes de velocidade em aviões de longa distância, foi o primeiro a aterrar uma aeronave na ilha da Reunião, em 26 de novembro de 1929, tornando-se depois o primeiro aviador a ligar a França a Madagáscar de avião. Faleceu na queda de seu avião em  em Veroli, nos Apeninos, na Itália.

## Biografia

### Estudos
Primeiro aluno na escola profissional de Nancy, depois na Escola de Artes e Ofícios de Châlons-sur-Marne (hoje Châlons-en-Champagne) a partir de 1911; Marcel Goulette se formou em engenharia em 1914.

### Carreira militar
Marcel Goullette, um veterano adiado, foi incorporado ao 102.º Regimento de Engenharia em 6 de agosto de 1914. Nomeado cabo em 8 de dezembro de 1914, ele se tornou sargento em 21 de fevereiro de 1915. Dois dias depois, ele foi nomeado para o cargo de aspirante de Engenharia por aplicação do decreto de 3 de dezembro de 1914. Entrou para o 20.º Regimento de Engenharia em 1.º de março de 1915 e foi designado para a Companhia 16/3. Foi citado nas ordens da divisão de infantaria em 6 de maio de 1915 por uma ação brilhante que ocorreu em 30 de abril de 1915.
Promovido a segundo-tenente da reserva em 15 de julho de 1915, ele foi ferido por uma bomba em 20 de julho de 1915 no local chamado "Le trapèze du Mesnil" enquanto organizava a ocupação de um funil de mina. Ferido pela segunda vez, ele se recusa a ser evacuado até que o trabalho esteja concluído. O que lhe rendeu uma citação nas ordens do corpo de exército em 9 de agosto. Evacuado em 24 de outubro de 1915 após bronquite infecciosa, ele não retornou ao front até 2 de fevereiro de 1916. Foi lá que ele fundou sua companhia, a 16/3. Em 14 de abril, ele foi designado para a Companhia 10/2.
Em 15 de abril de 1916, ele caiu asfixiado enquanto ia ajudar seus sapadores, que também foram asfixiados. Isso lhe rendeu uma terceira citação nas ordens da divisão de infantaria. Ele foi evacuado novamente em 25 de maio para a retaguarda, certamente sem muita dificuldade, já que retornou à companhia 16/2 em 14 de junho. Em 3 de setembro de 1916, ele recebeu sua 4.ª citação (na ordem da divisão de infantaria) após uma ação brilhante realizada com seus homens na noite de 23 para 24 de agosto em frente ao Forte Souville.
Em 24 de outubro, ele foi promovido ao posto de tenente. A primeira metade de 1917 o viu no campo de batalha do "Colina 304", e depois na "Colina do Homem Morto", de 20 de agosto de 1917. Em 10 de setembro, foi citado nas ordens do 2.º Exército após uma brilhante ação em frente à Colina do Homem Morto. Nesta ocasião, ele foi condecorado com a Ordem do Santo Estanislau, 3.ª classe, da Rússia. Em 3 de novembro, ele foi novamente evacuado para a retaguarda e chegou ao hospital de Belfort. Depois de cerca de vinte dias, ele mudou de hospital.
Em 23 de novembro, ele foi transferido para o depósito do 2.º Regimento de Engenharia, onde comandou a companhia "Hors rang".
Em 10 de julho de 1918, ele foi nomeado cavaleiro da Ordem Nacional da Legião de Honra. De 11 a 14 de setembro de 1918, ele frequentou um curso militar sobre gases na Escola de Farmácia de Paris. Declarado temporariamente inapto, foi colocado à disposição da Secretaria de Estado da Aeronáutica Militar e Marítima, onde chefiou um departamento anexo ao serviço geral de aeronaves da seção técnica a partir de 6 de outubro.
Em 8 de novembro, ele se juntou ao depósito do 2.º Regimento de Engenharia em Montpellier. Cinco dias depois, ele foi designado para o 11.º Regimento de Engenharia, ao qual se juntou no dia 22. Então, em 12 de dezembro, ele foi notificado de uma nova designação: ele se juntaria ao Comando de Engenharia da 16.ª Região.
Ele foi desmobilizado em 9 de outubro de 1919. Ele foi, entretanto, promovido ao posto de capitão em 26 de março de 1919. Embora colocado na reserva, o capitão não cumpriu nenhum período de voluntariado entre 1919 e 1929. Em 1929, foi designado para o serviço técnico da Aeronáutica e depois retornou aos períodos de treinamento como reservista. Durante uma delas, obteve o certificado militar de observador de aeronaves nº 1752, em 12 de junho de 1930.
(Fontes: dossier militaire de Marcel Goulette détenu par le service historique de la Défense à Vincennes sous la côte AI 1 P 29920 4)

### Carreira na aviação civil
Marcel Goulette era apaixonado por aeronáutica e obteve sua licença de piloto turístico de 1.º grau nº 599, em 22 de setembro de 1930. No entanto, esse brevê só lhe permite voar sozinho, sem passageiros.
Um relatório policial datado de outubro de 1929 indica que Marcel Goulette estava por sua vez:
- empregado pelo Escritório de Reconstrução Industrial (em francês:  Office de reconstruction industriel, ORI) na região de Soissons de 1919 a 1922;
- associado a um homem de Reims e opera uma garagem, a maior da região;
- vendedor de carros e depois vendedor de extintores de incêndio;
- diretor da empresa "Établissements Kermaria"
- Diretor administrativo da Empresa de Construção de Motores de Aeronaves Albert.

### As incursões de Marcel Goulette
Em 17 de outubro de 1929, acompanhado por René Marchesseau (ajudante-chefe piloto) e Jean-Michel Bourgeois (mecânico) do 34.º Regimento de Aviação de Le Bourget, ele decolou para Madagascar, onde pretendia chegar a bordo do Farman F.192 nº 3, registrado F-AJJB. Goulette contraiu dívidas pesadas para comprar esta aeronave, apesar de ter o apoio do Ministério das Colônias e do Governo-Geral de Madagascar e suas dependências.
Depois de cruzar o continente africano, o F-AJJB pousou em Ivato, o campo de aviação em Tananarive (hoje Antananarivo), em 27 de outubro. Os três homens percorreram 12.400 km em 10 dias. Primeiro recorde que durou apenas alguns dias, já que André Bailly, Jean Réginensi e Marsot desembarcaram em Ivato no dia 5 de novembro seguinte, reduzindo o recorde para 8 dias.
Sofrendo de pneumonia e um surto de malária, Goulette teve que ficar de cama até 15 de novembro. No dia seguinte, acompanhado de dois amigos, ele fez um "pequeno passeio" pela ilha de Madagascar. Em 22 de novembro, desejando continuar para Reunião, a tripulação voou para Tamatave (hoje Toamasina), onde um tanque adicional de 200 litros foi adicionado ao avião. A aventura quase terminou em Tamatave quando um voo de teste terminou em um acidente que fez a hélice torcer. Foi necessária toda a habilidade de Bourgeois para endireitá-la "a frio", desafiando as instruções do fabricante.
Em 26 de novembro, o F-AJJB decolou e imediatamente seguiu para o leste. No meio do caminho, a tripulação avistou o transatlântico Explorateur Grandidier, cuja fumaça indicou a Goulette que ele estava indo na direção certa. Após um voo de 5,5 horas, o Farman finalmente pousou na Ilha da Reunião, em um pedaço de terra chamado "Gillot", perto da cidade de Sainte-Marie. Este terreno foi limpo às pressas assim que a chegada de Goulette se tornou conhecida.
Ao retornar a Ivato em 2 de dezembro, seu motor teve que ser trocado, já que Marchesseau pousou o avião com pressão de óleo "zero". No dia 8, partimos para o voo de volta. Decolando à 1h00, o F-AJJB iniciava a travessia do Canal de Moçambique quando sofreu um vazamento de combustível. Ao amanhecer, ao avistar a Ilha de João da Nova, Goulette decidiu desembarcar ali. Enquanto Goulette e Marchesseau chegaram a Madagascar no transatlântico Maréchal Galliéni, que partiu para encontrá-los, Bourgeois permaneceu na ilhota para construir um abrigo para o avião cuja cauda havia sido danificada.
De volta a João da Nova, os três aviadores partiram em 1.º de fevereiro e retornaram a Ivato. Mas os contratempos não terminaram: depois de cruzar o canal e chegar a Elisabethville (hoje Lubumbashi) no dia 6, Marchesseau tentou retirar o F-AJJB do solo encharcado na manhã seguinte. O teste terminou com um pouso no pilão, uma hélice torta e uma asa danificada. Somente em 19 de março a tripulação retomou o voo para à metrópole.

Ele ainda foi parado novamente em Niamey, no dia 23, por causa do virabrequim do motor quebrado. Após um mês de imobilização, o motor foi consertado e Marchesseau pôde testá-lo em voo em 21 de abril. No dia seguinte, é o voo de volta. Após uma escala em Gao, o F-AJJB sobrevoa Tabankort e segue em direção a El Quit, onde Marcel Goulette planejou uma parada para reabastecimento.
Infelizmente, o motor parou no meio do voo e Marchesseau foi forçado a fazer um pouso de emergência no deserto. Durante a manobra, uma perna do trem de pouso foi arrancada, a cabine da aeronave foi aberta e sua asa arrancada, encerrando sua viagem ali.
Goulette posteriormente realizou várias incursões aéreas bem-sucedidos, estabelecendo vários recordes de velocidade e distância:
- França - Madagascar no Farman F.304 registrado F-ALCA (com André Salel, Boutillier e Mistrot)
- França - Teerã (19/09/1930 - 06/10/1930) no Farman F.197 registrado F-AJRY com Marcel Lalouette
- França - Saigon (08/11/1930 - 08/12/1930) no Farman F.197 registrado F-AJRY com Marcel Lalouette
- França - Alexandria (27/09/1931 - 10/10/1931) no Farman F.199 registrado F-AJRY (após troca do tipo de motor) com André Salel
- França - Madagascar 20/11/1931 a 06/12/1931) no Farman F.197 registrado F-AJRY com André Salel
- França - Cidade do Cabo (17/04/1932 - 07/05/1932) no Farman F.199 registrado F-AJRY com André Sale

### Morto
Marcel Goulette morreu em 25 de maio de 1932, aos 38 anos, quando seu avião, um Farman F.190, caiu na cordilheira dos Apeninos, na comuna italiana de Veroli, no Lácio, cerca de cem quilômetros ao sul de Roma. A pedido do importante diário parisiense L'Excelsior, ele estava então retornando a Paris de Brindisi (na Puglia, na "salto" da bota italiana), o casal Alfred e Suzanne Lang-Willar que acabavam de escapar do naufrágio do navio Georges Philippar, no qual morrera seu amigo, o famoso jornalista e escritor Albert Londres. Vários pilotos famosos se recusaram a ir procurar os Lang-Willars. Durante o voo de volta, o avião caiu na encosta de uma montanha dos Apeninos e todos os quatro ocupantes da aeronave morreram.
Catégorie:Article à référence nécessaire
Na época, vários jornais mencionaram a hipótese de um atentado, mas sem que isso fosse comprovado. De fato, durante a viagem de transatlântico que trouxe Lang-Willar e Albert Londres de volta da China para Marselha, o casal teria recebido confidências do famoso jornalista sobre a reportagem "explosiva" que ele estava se preparando para publicar ao retornar à França. Nele, ele relatou sua investigação sobre os eventos que ocorriam na China na época, incluindo o possível envolvimento soviético. A morte dos Lang-Willars neste acidente aéreo, poucos dias após o desaparecimento do Albert Londres no incêndio e naufrágio do Georges Philippar, reforçou, portanto, todos os rumores de uma conspiração tramada para encobrir as revelações de Albert Londres, embora a hipótese de um incêndio acidental no navio, que vinha apresentando sérios problemas elétricos desde seu lançamento, dois anos antes, seja a mais provável.
Marcel Goulette foi enterrado em Charmes, sua cidade natal, em 7 de junho de 1932. Como seu voo de volta para Brindisi foi considerado um período de treinamento de reservista militar, ele morreu oficialmente em serviço ativo. Sua viúva se casou novamente alguns anos depois e foi morar nos Estados Unidos, onde uma de suas filhas também se estabeleceu na Carolina do Norte.

## Condecorações
Marcel Goulette foi titular de cerca de vinte condecorações civis e militares, entre as mais importantes:
- Oficial da Legião de Honra
- Cruz de Guerra 1914-1918 com 6 citações
- Medalha dos Feridos de Guerra
- Medalha Comemorativa da Guerra 1914-1918
- Cavaleiro da Ordem de Santo Estanislau
- Comendador da Ordem da Estrela Negra
- Comendador da Ordem dos Milhões de Elefantes e do Guarda-Sol Branco
- Grande Medalha de Ouro do Aeroclube da França
- Grande Medalha de Ouro da Sociedade de Engenheiros de Artes e Ofícios
- Grande Medalha de Ouro da Academia de Esportes
- Grande Medalha de Ouro do Instituto Colonial
- Troféu Nacional da Liga Internacional de Aviadores
- Medalha da Companhia das Indústrias Orientais

## Posteridade
O nome de Marcel Goulette foi dado a:
- uma faculdade e uma rua em Tamatave, em Madagascar;
- uma faculdade em Piton Saint-Leu, em Reunião;
- uma praça e uma rua em Charmes, sua cidade natal nos Vosges. A escola secundária profissional desta cidade leva o seu nome desde 1988;
- um B-777, aeronave de longo curso da Air Austral desde os anos 2000.
- uma rua na comuna de Sainte Marie, em Reunião.

Quando a cidade de Charmes foi incendiada durante a luta pela Libertação em 1944, o Madagascar enviou grandes doações para sua reconstrução.

## Anexos

### Artigos relacionados
- Era pioneira da aviação